# Jōruri

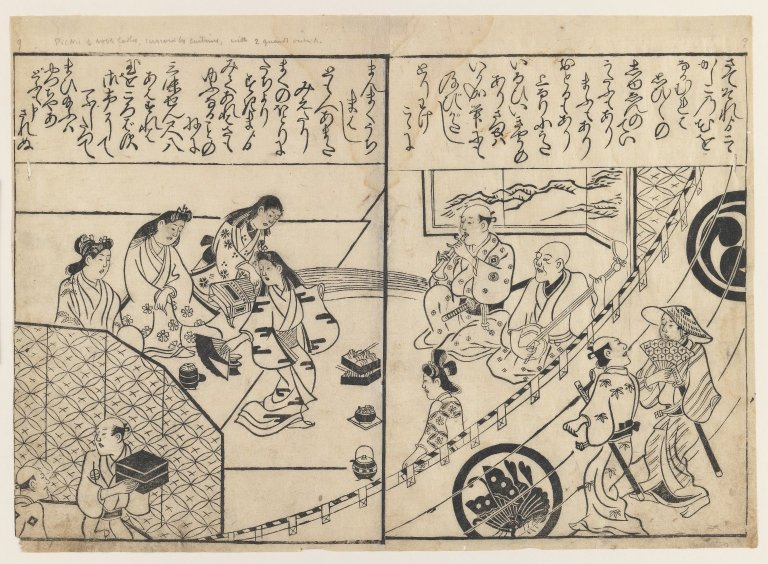
Représentation d'un spectacle de jōruri à la fin du XVIIe siècle.

Le jōruri (浄瑠璃) est un genre de spectacle traditionnel japonais, où un narrateur, le jōrurikatari (浄瑠璃語り), raconte une histoire, accompagné au shamisen et au taiko.
Il est à l'origine du théâtre bunraku, aussi appelé ningyō-jōruri (人形浄瑠璃).